# Medvedka
Medvedka (en rus: Медведка) és un poble d'Udmúrtia, a Rússia, el 2008 tenia 5 habitants. Pertany al raion d'Alnaixi.